# Chang Shu-Yuan
Chang Shu-Yuan (17 de octubre de 1980) es una deportista taiwanesa que compitió en taekwondo. Ganó una medalla de bronce en el Campeonato Asiático de Taekwondo de 2000 en la categoría de –63 kg.

## Palmarés internacional
| Representando a China Taipéi |                   |                   |           |
| Campeonato Asiático          |                   |                   |           |
| Año                          | Lugar             | Medalla           | Categoría |
| 2000                         | Hong Kong (China) | Medalla de bronce | –63 kg    |